# Zygmunt Pioch
Zygmunt Pioch (* 30. Oktober 1939 in Gowidlino, Polen) ist ein polnischer Schachspieler. Er ist Internationaler Großmeister im Fernschach.

## Fernschach
Den Titel Internationaler Großmeister erhielt Pioch 1991 für folgende Leistungen:
- 1970/72: Sieger der 14. Meisterschaft von Polen
- 1970/72: Goldmedaille in der 1. Polnischen Mannschaftsmeisterschaft (12,5 aus 15 an Brett 1)
- 1972/74: Sieger der 15. Meisterschaft von Polen
- 1972/74: Teilnahme an der 8. Fernschacholympiade. Mit 8,5 aus 11 an Bett 5 erfüllte er eine IM-Norm
- 1982/83: Europäisches Mannschafts-Städteturnier. An Brett 1 erfüllte er mit 5,5 aus 8 seine zweite IM-Norm.
- 1982/87: Teilnahme an der 10. Fernschacholympiade (9,5 aus 11 an Brett 1)
- 1985/91: Sieger im Simagin-Gedenkturnier (11 aus 14)

Im Juli 2002 betrug seine Elo-Zahl im Fernschach 2600.

## Turnierschach
Pioch nahm am Finale der polnischen Meisterschaften von 1973 in Gdynia und 1974 in Zielona Góra teil. In der polnischen Mannschaftsmeisterschaft spielte er mit WKS Flota Gdynia 1968 in der Endrunde sowie 1972 und 1974 in der 1. polnischen Liga, mit dem Verein GKS Gedania Gdańsk 1994 und 1996 in der 1. polnischen Liga.
Seit 1977 ist er Nationaler Meister.

## Privates
Pioch ist von Beruf Offizier. Er lebt in Gdynia.